# Хијеронимус са Родоса
Хијеронимус са Родоса (лат. Hieronymus Rhodius; око 290 – око 230 BC) био је перипатетички филозоф. Хијеронимус је био противник Аркесилаја и Ликона из Троаде. Сачувано је само неколико фрагмената његових дела, сачуваних у цитатима каснијих писаца.

## Биографија
Хијеронимус је припадао перипатетичкој школи, иако Цицерон ово доводи у питање. Изгледа да је живео све до времена Птолемеја II Филаделфа . Његови филозофски противници били су не само академски филозоф Аркесилај, већ и перипатетички Лико из Троаде који је био непријатељски настројен према њему.
Цицерон често помиње Хијеронимуса, и наводи да је сматрао да се највише добро састоји у слободи од бола и проблема, и порицао је да се задовољство треба тражити ради самог задовољства. Постоје цитати из његових списа, и из његових писама. Диоген Лаертије помиње два његова дела: On Suspense of Judgement и Scattered Notes.